# Banque centrale d'Aruba
La Banque centrale d'Aruba, est la banque centrale de Aruba. Comme les autres banques centrales, sa mission première est de rechercher la stabilité financière du pays. Il n’est pas lié au Département du Trésor, car il s’agit d’une institution autonome.

## Histoire
La Banque centrale d'Aruba a débuté ses activités le 1er janvier 1986, date à laquelle Aruba a obtenu son statut d'État autonome au sein du Royaume des Pays-Bas. Auparavant, Aruba faisait partie des Antilles néerlandaises, sous la juridiction de la Banque des Antilles néerlandaises.
La banque est une entité juridique autonome (sui generis) jouissant d'une position autonome au sein du secteur public arubais. Dès sa création, le florin arubais a été mis en circulation au même taux que le florin des Antilles néerlandaises, indexé sur le dollar américain à un taux de 1,79 Afl (= 1 NAf) = 1,00 USD. Ce taux de change est resté inchangé depuis.
Les principales missions de la banque sont de maintenir la valeur interne et externe du florin et de promouvoir la solidité et l'intégrité du système financier.